# Medaillespiegel van de Olympische Winterspelen 2018
Op de Olympische Winterspelen 2018 in het Zuid-Koreaanse Pyeongchang werden op 102 onderdelen gouden, zilveren en bronzen medailles uitgereikt. In de tabel op deze pagina staat het medailleklassement.
Het IOC stelt officieel geen medailleklassement op, maar geeft desondanks een medailletabel ter informatie. In dit klassement wordt eerst gekeken naar het aantal gouden medailles, vervolgens de zilveren en tot slot de bronzen medailles.

## Medailleklassement
| Plaats | Land                           | NOC    | Goud | Zilver | Brons | Totaal |
| ------ | ------------------------------ | ------ | ---- | ------ | ----- | ------ |
| 1      | Noorwegen                      | NOR    | 14   | 14     | 11    | 39     |
| 2      | Duitsland                      | GER    | 14   | 10     | 7     | 31     |
| 3      | Canada                         | CAN    | 11   | 8      | 10    | 29     |
| 4      | Verenigde Staten               | USA    | 9    | 8      | 6     | 23     |
| 5      | Nederland                      | NED    | 8    | 6      | 6     | 20     |
| 6      | Zweden                         | SWE    | 7    | 6      | 1     | 14     |
| 7      | Zuid-Korea                     | KOR    | 5    | 8      | 4     | 17     |
| 8      | Zwitserland                    | SUI    | 5    | 6      | 4     | 15     |
| 9      | Frankrijk                      | FRA    | 5    | 4      | 6     | 15     |
| 10     | Oostenrijk                     | AUT    | 5    | 3      | 6     | 14     |
| 11     | Japan                          | JPN    | 4    | 5      | 4     | 13     |
| 12     | Italië                         | ITA    | 3    | 2      | 5     | 10     |
| 13     | Olympische atleten uit Rusland | OAR    | 2    | 6      | 9     | 17     |
| 14     | Tsjechië                       | CZE    | 2    | 2      | 3     | 7      |
| 15     | Wit-Rusland                    | BLR    | 2    | 1      | 0     | 3      |
| 16     | China                          | CHN    | 1    | 6      | 2     | 9      |
| 17     | Slowakije                      | SVK    | 1    | 2      | 0     | 3      |
| 18     | Finland                        | FIN    | 1    | 1      | 4     | 6      |
| 19     | Groot-Brittannië               | GBR    | 1    | 0      | 4     | 5      |
| 20     | Polen                          | POL    | 1    | 0      | 1     | 2      |
| 21     | Hongarije                      | HUN    | 1    | 0      | 0     | 1      |
| 21     | Oekraïne                       | UKR    | 1    | 0      | 0     | 1      |
| 23     | Australië                      | AUS    | 0    | 2      | 1     | 3      |
| 24     | Slovenië                       | SLO    | 0    | 1      | 1     | 2      |
| 25     | België                         | BEL    | 0    | 1      | 0     | 1      |
| 26     | Nieuw-Zeeland                  | NZL    | 0    | 0      | 2     | 2      |
| 26     | Spanje                         | ESP    | 0    | 0      | 2     | 2      |
| 28     | Kazachstan                     | KAZ    | 0    | 0      | 1     | 1      |
| 28     | Letland                        | LAT    | 0    | 0      | 1     | 1      |
| 28     | Liechtenstein                  | LIE    | 0    | 0      | 1     | 1      |
| Totaal | Totaal                         | Totaal | 103* | 102    | 102*  | 307    |

 * Op het onderdeel tweemansbob mannen werden twee gouden medailles uitgereikt, op het onderdeel 10 km langlauf vrouwen werden twee bronzen medailles uitgereikt

Medaillespiegel Olympische Spelen aller tijden · Medaillespiegel Zomerspelen aller tijden · Medaillespiegel Winterspelen aller tijden
Medaillespiegel Zomerspelen
1896 · 1900 · 1904 · 1906 · 1908 · 1912 · 1920 · 1924 · 1928 · 1932 · 1936 · 1948 · 1952 · 1956 · 1960 · 1964 · 1968 · 1972 · 1976 · 1980 · 1984 · 1988 · 1992 · 1996 · 2000 · 2004 · 2008 · 2012 · 2016 · 2020 · 2024

Medaillespiegel Winterspelen

1924 · 1928 · 1932 · 1936 · 1948 · 1952 · 1956 · 1960 · 1964 · 1968 · 1972 · 1976 · 1980 · 1984 · 1988 · 1992 · 1994 · 1998 · 2002 · 2006 · 2010 · 2014 · 2018 · 2022
Alpineskiën · Biatlon · Bobsleeën · Curling · Freestyleskiën · Kunstrijden · Langlaufen · Noordse combinatie · Rodelen · Schaatsen · Schansspringen · Shorttrack · Skeleton · Snowboarden · IJshockey